# Ivan Pessi
Ivan Pessi (Bakar, 1942.) je hrvatski slikar i grafičar

## Životopis
Rodio se je 1942. godine u Bakru. Studirao je u Beogradu na odjelu grafike i na Akademiji umjetnosti u Novom Sadu. 
Nakon što je diplomirao zaposlio se je kao slobodni umjetnik. 
Omiljene teme njegovih slikarskih radova su primorski krajobrazi a omiljena tehnika ulje na platnu. 
Izlagao je u zemlji i inozemstvu na brojnim izložbama. Osim što su mu djela bila izlagana u izložbama, nalaze se u stalnim galerijskim i muzejskim postavama diljem svijeta te u privatnim zbirkama.
Jedno vrijeme živio je i radio u Australiji (Melbourne) gdje je izlagao djela na brojnim skupnim izložbama. 
Dobitnik je nekoliko međunarodnih nagrada i priznanja za umjetnost.
Jedno je vrijeme živio, stvarao i izlagao u australskom Melbourneu, a danas živi u Mošćeničkoj Dragi. Svoj je atelijer i galeriju otvorio je Lovranu, na adresi Stari Grad 44.